# 國立武昌高等師範學校
国立武昌高等师范学校，簡稱国立武昌高师，是在原方言学堂的校舍、图书设备和师资基础上建立的中国第二所高等师范学校。属于中华民国六大学区最高学府——中国早期的六所国立高等师范学校之一（另外五所是南京高等师范学校、北京高等师范学校、广东高等师范学校、成都高等师范学校及沈阳高等师范学校）。

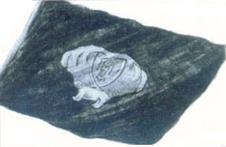
国立武昌高等师范学校校旗

## 历史沿革
- 1913年初，北京国民政府教育部成立后，规划在全国设立六所高等师范学校，经教育部派员实地考察后，于7月7日决定在东厂口原方言学堂旧址，延用原方言学堂师资及图书设备，筹办国立武昌高等师范学校，并任命贺孝齐为校长。11月2日正式开学，首批招收预科生124名。学制预科1年、本科3年。
- 1917年5月，武昌高师根据全国教育发展趋势和学生结业后择业的需要，打破部定章程，在全国率先将博物部改为博物地学部，数学物理部改为数学理化部，史地部改为国文史地部。
- 1922年，國立武昌高師全體學生到北京教育部請願，開京外高校進京直接向中央請願之先河。
- 1922年9月，学校将原来的四部改为八个系。初步奠定了在教育界的地位。校长张继煦首开新风实行男女同校，创立旁听生制度，废除学年制，采用学分制。
- 1923年6月，武昌高师评议会及主任会议决定：国立武昌高等师范学校改名为国立武昌师范大学。1924年2月，国民政府教育部批准更名，任命张继煦为校长。
- 1924年9月，按照教育部的命令，国立武昌师范大学又改名为国立武昌大学。后湖北督军萧耀南为抵制曹锟、吴佩孚势力的侵入，延揽旅居上海、北京之国民党元老回鄂，会谈结果公推石瑛为国立武昌大学校长，由北洋政府教育部正式任命。
- 1926年冬，武汉国民政府将国立武昌大学、湖北省立医科大学等高校合并，建立国立武昌中山大学。

## 专业设置
- 1913年：英语部、数学物理部
- 1914年：英语部、历史地理部、数学物理部、博物部
- 1917年：英语部、国文史地部、数学理化部、博物地学部
- 1922年：国文系、历史社会学系、教育哲学系、英语系（1925年改为外国文学系）、数学系、理化系、生物系、地理系

## 校训校歌
1919年定校训：朴、诚、勇
1919年4月，在张渲校长主持下，国立武昌高等师范学校校歌作成。

## 历任校长

### 国立武昌高等师范学校
- 校长 贺孝齐 1913年7月-1914年11月
- 校长 张渲（曾任教育部视学） 1914年11月-1919年9月
- 校长 谈锡恩（曾任湖北省图书馆馆长） 1919年9月-1922年1月
- 校长 张继煦（著名教育家） 1922年6月-1923年8月

### 国立武昌师范大学
- 校长 张继煦 1923年9月-1924年9月

### 国立武昌大学
- 校长（代） 胡庶华 1924年10月－1926年12月
- 校长 石瑛 1924年12月－1925年12月
- 校长（代） 张珽 1926年2月－1926年5月
- 校务维持会主任 李汉俊 1926年5月－1926年10月
- 校务维持会主任 黄侃 1926年5月－1926年10月

## 重大事件

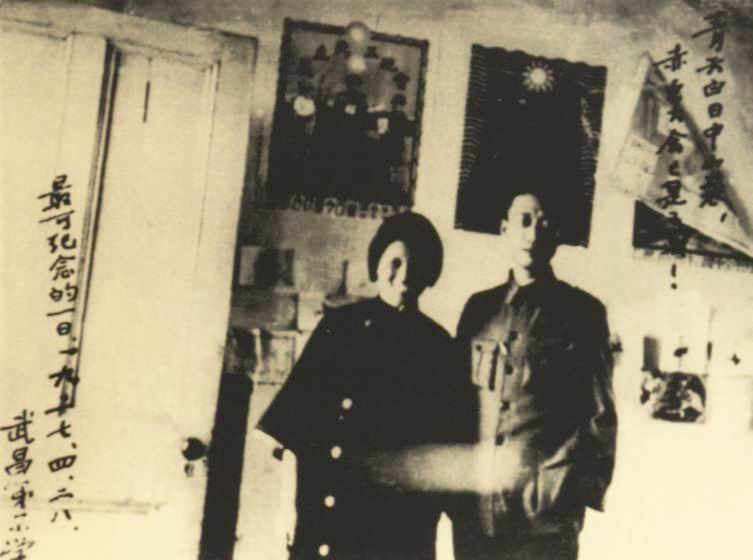
瞿秋白、杨之华夫妇在中共五大会场的合影

- 1919年5月9日，国立武昌高师学生率先响应和声援五四运动。6月1日，王占元派军警残酷镇压并逮捕学生数十人，殴伤武昌高师学生陈开泰、吴序宾等十余人，制造了轰动全国的六一惨案。
- 1920年2月7日，陈独秀到武昌高师作《新教育的精神》的讲演。
- 1925年暑期，石瑛在学校举办了一期学术讲演会，邀请知名学者吴稚晖、胡适、周鲠生、马寅初等来校讲学，4人的讲题分别为《上下古今谈》、《〈诗经〉中“言”字之研究》、《国际形势》和《经济趋势》，每题8小时，分4节讲完，计两周，每周二、三、四、五上午举行。
- 1927年4月27日，中国共产党第五次全国代表大会开幕式在武昌高师附小小礼堂举行，有陈独秀、董必武、毛泽东等参加。

## 著名校友

### 教师
- 竺可桢，1918年至1920年任教于国立武昌高等师范学校，1948年当选为中央研究院院士，1955年选聘为中国科学院院士（学部委员）。中国气象学界、地理学界一代宗师、国立浙江大学校长。
- 庄长恭，1924年任教于国立武昌大学，1948年当选为中央研究院院士，1955年选聘为中国科学院院士（学部委员）。著名有机化学家、有机微量分析奠基人。
- 纪育沣，1924至1926年任教于国立武昌大学，1955年选聘为中国科学院院士（学部委员）。有机化学家。
- 郁達夫，1924年任教，一年後離職。
- 陈建功，1925年任教于国立武昌大学，1955年选聘为中国科学院院士（学部委员）。数学家。
- 胡钧

### 学生
- 程發軔，著名經學家。（1913年轉入國文部，後併入史地部就讀，1917年畢業）
- 陈潭秋，中共一大代表、中国共产党的创始人之一。（1915年考入英文部，后在高师附小工作）
- 章伯钧，1916年考入英文部，1920年毕业。
- 朱光潜，中国著名美学家、文艺理论家、翻译家。乐山时期任国立武汉大学教务长。（1917年考入）
- 辛树帜，1915年至1919年就读于国立武昌高等师范学院生物系，西北农学院院长，国立兰州大学首任校长。
- 张云，1917年毕业于国立武昌高等师范学院数学理化部，国立中山大学校长.

## 資料來源
1. ↑  国立武昌高师的校徽、校旗、校训、校歌[永久]